# Patrik Malý
Patrik Malý (* 4. prosince 1996 Znojmo) je český zpěvák, textař a skladatel. V roce 2014 se stal semifinalistou pěvecké soutěže Hlas Československa. Nyní se věnuje své sólové dráze.

## Život
Patrik se narodil 4. prosince roku 1996 ve Znojmě. K hudbě se dostal ve svých patnácti letech, kdy se začal sám ve svém pokoji učit na kytaru.
První výskyt a zároveň vystoupení jsme mohli zaznamenat v jeho sedmnácti letech v pěvecké soutěži Hlas Československa s písní "Let her go" od písničkáře Passengera, ve které se probojoval až do semifinále.
Momentálně vydal už dva singly s názvem "Tajemství těl" a "Síla moře", na kterém spolupracoval s českým producentem Lukášem Chromkem. Videoklip "Síla moře", který se odehrává v Berlíně, režírovala mimo jiné Tereza Hirsch a v hlavní roli se objevuje česká influencerka Fallenka.
V roce 2019 získal titul bakaláře z ekonomie na České zemědělské univerzitě v Praze.

## Diskografie
"Tajemství těl" (2019)
"Síla moře" (2020)